# Маврин (епископ Эврё)
Маври́н (лат. Maurinus; умер в 775) — епископ Эврё (752 или 757—775).

## Биография
О епископе Маврине известно очень немного. Это связано с очень редким упоминанием событий в епархии Эврё в исторических источниках конца VII — начала XI веков. Считается, что Маврин был преемником епископа Стефана, дату смерти которого относят или к 752, или к 757 году.
Единственный достоверный документ, сообщающий сведения о Маврине — акты церковного собора иерархов Франкского государства, состоявшегося в 762 году в королевском пфальце Аттиньи. Здесь было принято решение сделать обязательными совместные молитвы и трапезы для монахов обителей королевства. Епископ Эврё присутствовал на этом собрании и поставил свою подпись под соборными актами.
Епископ Маврин скончался в 775 году. Его преемником, по ходатайству королевы Бертрады, король Карл Великий поставил святого Гервольда.